# 世界最終戦争の夢
『世界最終戦争の夢』(せかいさいしゅうせんそうのゆめ、英: A Dream of Armageddon)は、1901年にイギリスの週刊誌「ブラック・アンド・ホワイト」に掲載されたハーバート・ジョージ・ウェルズの短編SF小説。

## あらすじ
物語は、列車の中で夢についての本を読んでいるナレーターを見て、顔のよくない男が会話を始めるところから始まる。白人の男は、「夢に殺されそうなので、夢を分析する時間はほとんどない」と言う。
その夢とは、自分が大物政治家であり、その地位を捨ててカプリ島で若い女性と暮らしているというものである。夢主は、一度も訪れたことがないにもかかわらず、島の様子を詳細に説明し、実際にカプリ島に行ったことのある語り手は感心する。夢を見ていた人は、自分の夢が終わるまでを語る。ダンスをしていると、祖国からの使者に声をかけられ、後継者が戦争を起こす前に戻って元の役割を果たすようにと言われる。しかし、それは愛する女性との別れを意味し、夢の中の自分は義務よりも愛を選ぶ。
3週間の夢の中で、弁護士は楽園のようなカプリ島と未来の世界の崩壊に立ち会うが、戦争は近づき、頭上を軍用機が飛ぶ様子が描写される。世界的な戦争がついに勃発し、夢の中の生活は世界的な大惨事と個人的な悲劇で終わる。物語の最後に主人公は、夢の中で殺されたにもかかわらず、"戦い、引き裂く大きな鳥 "によって身体が破壊されても、夢を見続けていたことを明かす。

## 適応性
1948年9月5日、CBSのドラマ番組「エスケープ」で、「世界最終戦争の夢」の翻案が送信された。2000年にNational Theater of the EarがNational Public Radioのために「2000X」というシリーズタイトルでこの短編小説のドラマ化を制作し、Audible（店舗）のカタログに取り上げられた。また、2008年にはBBCラジオ7で、ロバート・バサーストの朗読による30分×2本のエピソードが放送された。
藤倉大は、2020年11月に東京で初演されたオペラ『アルマゲドンの夢』を作曲した。

## 歴史的背景
歴史上、ローマ皇帝ティベリウスは、カプリ島に引きこもり、ローマ帝国の統治を冷酷な親衛隊長官セイヤヌスに任せていたが、やがてティベリウスは権力を取り戻し、セイヤヌスとその支持者を滅ぼした。この有名な歴史上のエピソードが、ウェルズの物語のヒントになったと考えられている。

## 後世の作品への影響
その後、ウェルズは1934年の『The Shape of Things to Come』で、未来の夢を見て、その夢を現在に伝えることができるという文学的な装置をより大きな規模で採用したが、後者の作品では、夢は破滅的な世界戦争の未来を意味している。同じ装置は、エドガー・ライス・バローズやジャック・ウィリアムソンなども、それぞれ『月のプリンセス』『月人の地球征服』や『宇宙軍団』のフレームストーリーとして使用している。